# زمان‌های سریع
«زمان‌های سریع» (به انگلیسی: Fast Times) ترانه‌ای از خواننده آمریکایی، سابرینا کارپنتر از پنجمین آلبوم استودیویی او به نام ایمیل‌هایی که نمی‌توانم بفرستم (۲۰۲۲) و دهمین قطعهٔ این آلبوم است. متن ترانه توسط کارپنتر، جولیا مایکلز، جی‌پی ساکس و جان رایان نوشته شده است. این ترانه با ترکیب سافت راک و پاپ شاد و با صداهایی از بوسا نووا، در ۱۸ فوریه ۲۰۲۲ توسط آیلند رکوردز به عنوان دومین تک‌آهنگ این آلبوم منتشر شد. این ترانه از نظر محتوای شعری دربارهٔ «رابطه‌ای که خیلی سریع پیش می‌رود» و زندگی کردن در لحظه و بدون نگرانی از پیامدها است.